# Allométrie
En biologie du développement des organismes, l’allométrie est le fait que des organes, tissus ou processus croissent à des vitesses différentes. On présuppose que ces phénomènes de croissance sont régis par des lois mathématiques que l'on peut découvrir,.
Le terme allométrie (« allo » vient du grec allos = « autres », donc dans ce cas « autre que métrique », c’est-à-dire non linéaire) a été repris en 1936 par Julian Huxley et Georges Teissier en tant que désignation conventionnelle, en biologie, des phénomènes de croissance différentielle d'organes, dans la mesure où ils tombent sous une loi de forme mathématique spécifiée.

## Définition
L’allométrie est l’étude des échelles de relations entre une partie du corps et le corps dans son ensemble. Elle décrit comment les caractéristiques d’un individu changent avec sa taille.
Plus récemment, la signification de l’allométrie s’est élargie pour faire référence aux relations biologiques en général : traits morphologiques (taille du cerveau / taille du corps), traits physiologiques (taux métabolique / taille du corps), traits écologiques (taille des ailes / performance de vol). Les relations allométriques peuvent être décrites pour presque toutes les mesures biologiques qui coévoluent.
Le thème principal en allométrie décrit comment des traits et des processus qui évoluent l’un par rapport à l’autre. L’étude de l’allométrie concerne les mécanismes fonctionnels qui génèrent ces relations, leur impact écologique et leur réaction à l’influence de l’évolution.

## Historique

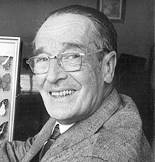
Georges Teissier

La définition conventionnelle d’allométrie donnée par Huxley et Teissier en 1936 fait suite à d’autres lois établies précédemment, comme celles d'Eugène Dubois et Louis Lapicque qui avaient montré dès les années 1890 que le rapport entre taille du cerveau et taille du corps chez les mammifères obéit à une loi de puissance. Par la suite, dans les années 1910-1920, Albert Pézard et Christian Champy ont établi sur des bases expérimentales le phénomène de croissance relative au niveau du développement individuel, dans le cas des caractères sexuels secondaires.
Albert Pézard, physiologiste, a contribué à la naissance de ce concept grâce à sa thèse, depuis les années 1900, sur la croissance relative plus rapide des caractères sexuels secondaires dans des groupes comme les crustacés, les insectes, les cervidés. Il montre que le rythme de croissance de certains caractères sexuels secondaires est en discordance avec le rythme général de croissance du corps (expérience sur des coqs : longueur de leur ergot, crête et taille générale). Il introduit donc le terme de « croissance hétérogonique », terme qui sera utilisé jusqu’en 1935 avec l’apparition du terme « allométrie ».
La limite importante de son travail est l’absence d’hypothèse sur la forme algébrique possible de sa loi de croissance hétérogonique. Il a malgré tout donné une loi « numérique » pour un autre phénomène : celui de la régression de la crête après ablation des testicules chez des animaux adultes (la crête diminue rapidement de taille après la castration, mais aussi que la vitesse de cette régression diminue avec le temps). Ce phénomène suggérait à Pézard une loi parabolique de forme :
- L : longueur de la crête au temps t après castration
- l : longueur de la crête à la fin du phénomène de régression
- Θ : durée de la régression
- c : constante

Christian Champy, physiologiste de formation médicale, introduisit en 1924 l’expression de « croissance dysharmonique » pour désigner un phénomène général : le phénomène de l’accroissement continu de la taille relative des organes sexuels secondaires en fonction de la taille du corps. Il expliquait ce phénomène par l’hypothèse d’une hormone sexuelle agissant spécifiquement sur certaines parties du corps. Selon lui, certaines parties du corps sont sensibles à une hormone définie qui induit un accroissement du taux de division mitotique des cellules.
Selon lui, le processus de croissance dysharmonique suit une loi de même forme algébrique :
- V est une mesure du caractère sexuel secondaire
- t la taille du corps
- a une constante.

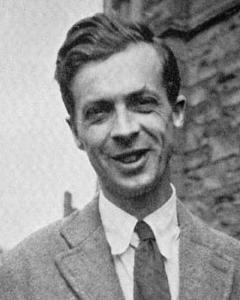
Julian Huxley 1922

Julian Huxley, biologiste, spécialiste en biologie de l’évolution, a publié un article en 1924 dans American Naturalist sous le titre : « Sur la variation de la largeur de l’abdomen chez des crabes juvéniles, considérés dans son rapport au taux de croissance relatif ». Celui-ci établit la loi de croissance des pinces d’Uca pugnax. Chez les femelles, la taille relative des pinces par rapport à celle du corps reste la même tout le long de leur vie. En revanche chez les mâles, la taille relative des pinces change. C’est là qu’il observe la loi de croissance de forme :

## Formulation
Le plus souvent les relations d'allométrie s'expriment sous forme de fonction puissance comme suit : 
{\displaystyle y=kx^{a}\,\!}  ou, sous la forme logarithmique, {\displaystyle \log y=a\log x+\log k\,\!}
dans laquelle, {\displaystyle a} est le coefficient d'allométrie de l'organe, tissu ou activité dont la croissance {\displaystyle y} est exprimée en fonction de celle, {\displaystyle x}, de l'organisme auxquels ils se rattachent.

## Types d'allométrie
On distingue :
- l’allométrie positive, hyperallométrie, ou majorante, qui est une croissance relative plus rapide d’une partie d’un organisme par rapport à la croissance globale de cet organisme ;
- l’allométrie négative, hypoallométrie, ou minorante, qui est une croissance relative moindre d’une partie d’un organisme par rapport à la croissance globale de cet organisme ;
- l'isométrie, qui est une croissance relative d’une partie d’un organisme identique à la croissance globale de cet organisme.

- Quand x et y sont des caractères mesurés chez le même individu à différents temps de développement, la relation est appelée allométrie ontogénique (dans l’allométrie ontogénique, k est la différence de taux de croissance entre un organe et la taille du corps).
- Quand x et y sont mesurés chez des individus différents d’une même population ou espèce au même stade de développement : allométrie statique.
- Quand x et y sont mesurés dans différents espèces : allométrie évolutive

## Méthodes d'études
L'allométrie est une donnée qui n'a de sens qu'à travers une étude statistique. En effet, de grands effectifs sont nécessaires pour pouvoir établir l'existence d'une loi allométrique, on ne peut pas l'utiliser pour la comparaison d'individus isolés. 
L'étude de relations allométriques prend beaucoup d’importance dans la recherche en écologie car elle fournit une relation mathématique, permettant les dérivations d'une variable à une autre. L’établissement de relations allométriques est essentiel pour générer des informations utiles pour la gestion des ressources et de comprendre l'évolution des conditions environnementales et la pollution.

## Exemples
- Il y a une relation entre la taille d'un organisme et la taille de son cerveau. Le diamètre crânien suit donc une loi allométrique.
- Une allométrie négative entre le crâne et le corps humain est remarquable si l'on étudie l'ontogenèse de l'Homme (diminution de la corrélation taille du crâne / taille du corps, entre l'état nouveau-né et adulte).
- Chez les chiens on observe une forte allométrie de croissance dans le développement des os crâniens (au niveau maxillaire par exemple), alors que chez les chats, on observera plutôt une croissance isométrique de tous les os crâniens.
- Il y a aussi une relation entre la masse d'un organisme et sa réserve de graisse notée G : G = 0,033 * (masse)^1,5.
- Il y a une relation entre la masse d'un mammifère et de nombreux rythmes biologiques, tels que les rythmes cardiaques, respiratoires, l’espérance de vie, etc., suivant la relation {\displaystyle \tau =kM^{0.25}}[6].

### Allométrie et croissance relative
Allométrie et croissance relative :

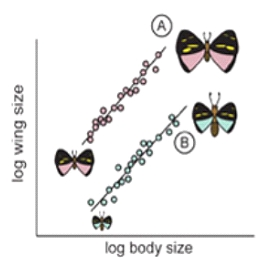
figure 4a

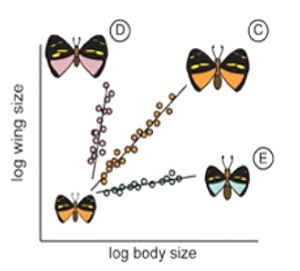
figure 4b

- Espèce A et B : Chez l’espèce A, plus les individus ont un grand corps et plus les ailles sont proportionnellement grandes par rapport au corps. On observe le même phénomène au sein de l'espèce B ; bien que pour une même longueur du corps, les individus de l'espèce A ont toujours des ailes plus grandes que les individus de l'espèce B.
- Espèce C : isométrie (coefficient de proportionnalité = 1) donc les ailes gardent la même proportion par rapport au corps, peu importe la taille des individus.
- Espèce D : allométrie positive (coefficient de proportionnalité > 1) donc plus les individus ont un grand corps, plus les ailes sont proportionnellement grandes par rapport au corps.
- Espèce E : allométrie négative (coefficient de proportionnalité < 1) donc plus les individus ont un grand corps, plus les ailes sont proportionnellement petites par rapport au corps.

### Morphométrie et allométrie chez les poissons
La relation la plus utilisée, applicable à la majorité des poissons, correspond à une relation allométrique entre la masse et la longueur du corps des individus analysés. Cette relation suit une loi de puissance et se caractérise par l'équation :
- a représente le coefficient de la forme du corps (0,1 pour les poissons de petites tailles avec un corps rond et 0,01 pour les poissons de forme plus linéaire) ;
- b correspond à un coefficient de balancement des dimensions de l'équation, ses valeurs sont aux alentours de 3.

Ce type d'allométrie a tendance à correspondre à une relation positive.
L'article Morphometrics and Allometry in Fishes se base sur des publications traitant de la morphologie et de la morphométrie des poissons et plus spécifiquement, des expressions mathématiques qui peuvent être transformées en régressions allométriques.
L'utilisation du modèle allométrique a été choisi car il permet la détection de changements morphologiques, et c'est aussi le seul pour lequel quand X=0 alors Y=0, ce qui est significatif en morphométrie. De plus, le modèle allométrique est le seul modèle pouvant expliquer les changements morphologiques requis pour la croissance des poissons, dans le cas de la nutrition.
Cette publication s'intéresse aux relations allométriques existant entre la longueur du corps et :
- le poids des individus : 60 espèces de poissons provenant du Nord de la mer Egée ont été examinées ;
- les caractéristiques de la mâchoire : 68 espèces ont été étudiées;
- la morphométrie de l'intestin : les études se sont portées sur 99 espèces;
- et la forme de la queue de 30 individus par espèces ont été examinées.

Dans chaque étude, les individus sont séparés en différents groupes trophiques fonctionnels : herbivores (préférence pour les végétaux), omnivores (préférence pour les animaux), carnivores (préférence pour les décapodes/poissons ou préférence pour les poissons/céphalopodes). Ils sont également classés en fonction du type d'habitats (pélagique, benthique ou associés aux récifs)
D'après leurs études morphométriques et allométriques, les auteurs tirent les conclusions suivantes :
- Pour décrire le plus fidèlement possible les relations morphométriques chez les poissons, les relations allométriques permettent d’obtenir un modèle plus précis.
- Les caractéristiques morphologiques des poissons telles que le poids, la forme de la mâchoire et de la queue et la longueur de l’intestin, varie en fonction de la taille du corps. Ces variations dépendent de l’alimentation spécifique des différents groupes de poissons étudiés. En effet, un poisson carnivore a besoin d’avoir une mâchoire plus large pour se nourrir qu’un herbivore.
- Les variations des différents caractères étudiés (poids, longueur de l’intestin et forme de la queue) en fonction de la longueur du corps dépendent du type d’habitat. Au contraire, la forme de la mâchoire n’est pas modifiée selon le type d’habitat.
- Lorsqu’on étudie la forme de la queue en fonction de la longueur du corps, on remarque qu’il existe une relation polynomiale entre ces deux traits de caractère. Cependant, il existe une exception à la règle : chez l’espèce Cepola macrophthalma, cette relation est négative. Cette observation est due au fait que chez cette espèce, il existe un fort dimorphisme sexuel concernant la taille de la queue et sa forme. Ce modèle polynomial a été identifié pour 46 des 61 espèces étudiées.

### Relations allométriques taille/poids chez des espèces benthiques

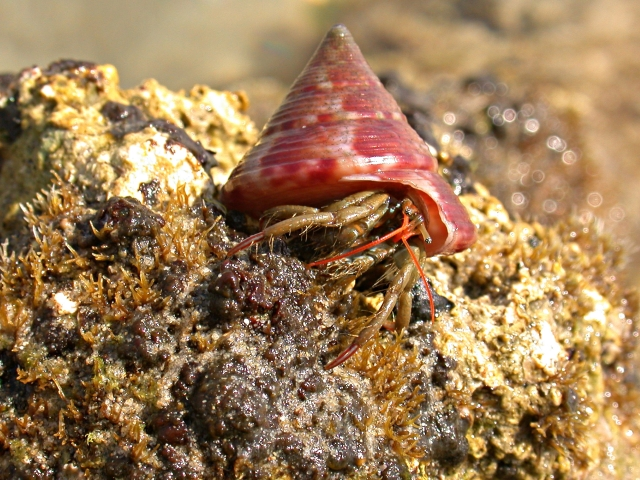
Pagurus longicarpus

R.A. McKinney, S.M. Glatt et S.R. Williams s’intéressent au rapport entre la taille d'invertébrés marins et le poids de leur tissu. Un tel lien mis en évidence, peut nous indiquer comment la dégradation de leurs habitats affectent leur habilité à y vivre, et donc à trouver suffisamment de nutriments.
Pour ce faire, ils travaillent sur 10 espèces de macroarthropodes benthique (crabes, crevettes…), provenant de différents sites.
Ils mesurent la taille de tous les échantillons, pèsent les tissus et déterminent le contenu de nutriments présent dans les tissus.
Ils examinent la relation entre la taille des coquilles et le poids des tissus, utilisant une régression linéaire et non linéaire. On pose:
- Y poids prédit des tissus ;
- X Taille de la coquille ou du corps (crabes, crevettes).

Ils observent une corrélation positive entre la taille des coquilles et le poids total de l'animal.
Cependant, ils nous indiquent que plusieurs facteurs peuvent influencer le poids et la longueur de la coquille, pouvant être une source d'erreur dans leurs modèles: La disponibilité alimentaire peut influencer la croissance tissulaire, le stockage et l'utilisation peut changer le ratio de masse corporelle, les différences en disponibilité alimentaire des sites, les changements de morphologie des coquilles à la suite de variations phénotypiques peuvent aussi influencer le poids des tissus.
L'énergie ou des données nutritives, peuvent alors être combinés pour fournir une évaluation de nourriture disponible.

### Relations allométriques chez les plantes: relations taille/métabolisme et taille/densité
Les premières approches théoriques tendant à expliquer la relation entre la taille des plantes et la densité de leur population se basaient sur des modèles purement géométriques,. Ces approximations se sont révélées incorrectes, ce qui s'explique par le fait que ces modèles ne prennent pas en compte les mécanismes biologiques liés à cette problématique, comme le prélèvement des ressources, la compétition... En 1998, un premier modèle biologique a été proposé par une équipe de chercheurs de l'institut de Santa Fé.
Étant donné que la quantité de sève transportée par le xylème nous donne une idée de la quantité d'eau et de nutriments utilisées par la plante, l'hypothèse faite est que le transport de sève par le xylème nous donne une bonne estimation du métabolisme de la plante. Il est alors possible de s'appuyer sur la loi de Kleiber (1961) et la relation allométrique est telle que:
- Q_o est le taux de transport de fluide dans le xylème ;
- M la masse de plante ;
- α représentant une relation de proportionnalité.

On peut se servir de cette relation pour établir l'équation qui fait le lien entre la biomasse d'une population de plantes avec la densité maximale de cette population tel que: N α M^-3/4, où N est la densité maximale de la population.
En supposant que les plantes sont en compétition pour l'accès aux ressources, et que la plante croit jusqu'à l'épuisement de celles-ci, le taux de ressources distribué par unité de surface est donné par: R = N x Q, où Q est le taux de ressources utilisées par la plante. Si on se place à l'équilibre, R est constant, on peut donc établir que N α M-3/4
En 1999, suivant toujours le modèle de West, Brown et Enquist, plusieurs relations allométriques pour les angiospermes ont été établies. Avec un modèle de géométrie fractale des plantes, le transport de fluides entre le tronc (niveau 0) et les pétioles (niveau n) à travers les vaisseaux conducteurs (xylème, phloème, trachéides et racines) est modélisé pour estimer la distribution des ressources dans la plante, à savoir l'eau et les nutriments avec un indice exponentiel allométrique multiple de 3/4.
Le modèle prédit six relations majeures au sein de la plante
- La conductivité d'un segment, d'une branche ou d'une feuille ;
- Le nombre total de branches terminales ou de feuilles ;
- L'augmentation du gradient de pression à travers un segment ou une branche est plus marquée pour un niveau de branchement élevé. De cette manière, on peut aussi modéliser le taux métabolique ;
- Le rétrécissement des tubes conducteurs en fonction du niveau de branchement entraine une augmentation de la vélocité des fluides ;
- La résistance diminue en fonction de la proportion de branches plus en plus grosses qui sont retirées à l'arbre ;
- Le diamètre des vaisseaux au sein du tronc peut atteindre un maximum, et donc limiter la hauteur maximum de l'arbre, qu'il estime à 100 m. C'est assez réaliste car le plus grand arbre mesure environ 115 m.

De ce modèle, on peut tirer des conclusions importantes telle que, face à la compétition pour la lumière, la hauteur de la canopée sera maximisée en minimisant le rétrécissent des tubes vasculaires terminaux. De plus, les ressources sont distribuées en moyenne à la même vitesse dans tous les tubes conducteurs de toutes les plantes, indépendamment de la taille des tissus. Il en découle, pour une même quantité et disponibilité des ressources dans un environnement donné, une même quantité d'utilisation des ressources quel que soit le type de végétation.

### Évolution du modèle de West, Brown et Enquist
Le modèle établi par G. B. West, J. H. Brown et B. J. Enquist a subi de nombreuses remises en cause,, : en 2004, J. Kozlowski et M. Konarzewski publient un article dans Functional Ecology qui critique les approximations mathématiques et la pertinence biologiques du modèle. En 2005, les trois auteurs répondent à la publication de J. Kozlowski et M. Konarzewski par l’intermédiaire de la même revue. Selon eux, il n'y a pas de jeu de données qui contredise sérieusement leur modèle. Par contre, ils admettent qu'il reste une approximation générale et pensent qu'il pourrait servir de point de départ pour des modèles plus élaborés. En 2006, une publication de R. S. Etienne et de M. E. F. Apol reprend le modèle WBE et tente de l'affiner afin qu'il réponde plus fidèlement à la réalité  biologique des systèmes circulatoires.

### Relations allométriques entre la taille du génome et la taille de l'organisme chez deux taxons eucaryotes
Chez les eucaryotes, la grande diversité de taille des génomes a intrigué les scientifiques qui cherchent les expliquer cette variabilité. Le fait est que la taille du génome ne peut être corrélée ni avec la complexité de l'organisme ni avec le nombre de gènes codant contenus dans le génome. Des récentes études faites sur des copépodes et des turbellariés suggèrent qu'il y aurait une forte relation allométrique entre la taille du génome et la taille de l'organisme pour ces deux taxons.
L'hypothèse se fonde sur des données empiriques qui montrent qu'il y a une corrélation positive entre la taille du génome et le volume de la cellule. Cette relation est sujette à plusieurs théories, la plus répandue étant qu'une cellule plus volumineuse tolère une plus grande quantité d'ADN non codant au sein de son génome. Sachant que le volume de la cellule est lié aux caractéristiques physiologiques des organismes, l'hypothèse faite est qu'une modification du volume de la cellule aura une influence sur la morphologie et la physiologie de l'organisme.
Les données expérimentales obtenues sur respectivement 16 et 38 espèces de copépodes et de turbellariés ont montré qu'il y a une forte corrélation positive entre la taille du génome et la taille de l'organisme à l’intérieur de ces taxons, alors qu'une relation linéaire était attendue. Ces résultats suggèrent l'existence d'une forte relation allométrique entre la taille du génome et le volume de la cellule, ou bien un effet indirect de la taille du génome sur la régulation du cycle cellulaire.

### Taille des graines et germination

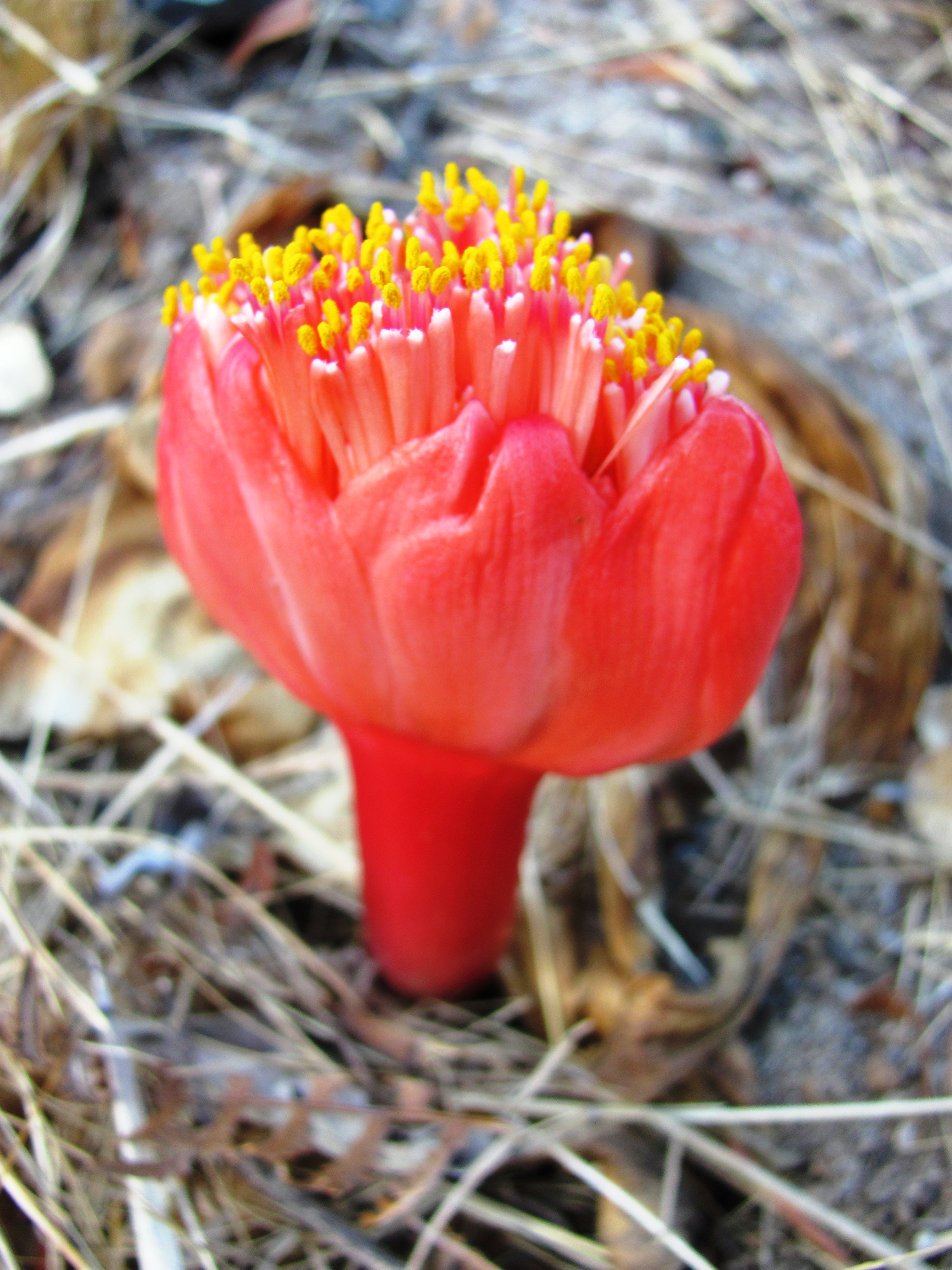
Une Haemanthus sanguineus, typique des fynbos de la région du Cap

En 1999, Bond et al. ont développé un modèle décrivant la relation entre la taille des graines (masse ou diamètre) et leur profondeur maximale de germination, tel que :
- dmax: la profondeur maximale de germination, ou la longueur de la colonne de tissu que la graine est capable de produire afin d'atteindre la surface (sensibilité de la graine à être enfouie) ;
- w: la masse de la graine ;
- c: une constante variant selon les sites (ex: types de sols) ou les espèces (ex: différences entre les graines).

Pour tester leur modèle, des graines appartenant à 17 espèces (16 genres et 13 familles) de Fynbos de fruticées appartenant au Royaume floral du Cap (Afrique du Sud), prompt à des feux fréquents, ont été utilisés.
Les résultats expérimentaux coïncident avec les prédictions de : dmax x 27,3w0,334
Pour ce type de végétation, comme dans la région du Cap, certaines espèces ont la nécessité de connaître un épisode de feu afin d'émerger efficacement. La combustion de matière sèche et verte entraine un dégagement de chaleur; la fumée produite contient des composés organiques volatils qui se dissolvent dans l'eau et entrainent la sortie de dormance de la graine, entrainant le développement racinaire de la plantule.
Par contre, si ces graines ne sont pas enterrées suffisamment profondément, elles subiront les effets délétères de la chaleur (mort). 
Les effets de feux d'une basse et haute intensité ont été simulés et les taux de recrutement ont été calculés pour des « petites graines » (<2 mg) et des "grosses graines" (>10 mg): enterrées à 40 mm de profondeur, seulement 1 % des « petites graines » ont émergé contre 40 % des « grosses graines ». De plus, celles-ci ont moins subi les effets du traitement simulant un feu à haute intensité. Ces résultats coïncident avec le modèle proposé et indiquent d'une part que les milieux avec des contraintes liées à des feux avantagent les plantes produisant de grosses graines résistantes par rapport à celles produisant de plus petites graines (triangle de Grime) et que la relation allométrique n'est pas modifiée par les frontières taxonomiques dans un même environnement.
D'autres adaptations peuvent être mises en place dans des environnements à feux fréquents. Les pyrophytes, qui supportent le feu ont une structure leur permettant de tolérer des épisodes de feu ou une capacité à répandre le feu couplé à un fort taux de germination. Ces multiples adaptations leur confèrent un avantage compétitif sur d'autres plantes.